# Streptocarpus papangae
Streptocarpus papangae är en tvåhjärtbladig växtart som beskrevs av Jean-Henri Humbert. Streptocarpus papangae ingår i släktet Streptocarpus och familjen Gesneriaceae. Inga underarter finns listade i Catalogue of Life.